# Lamen

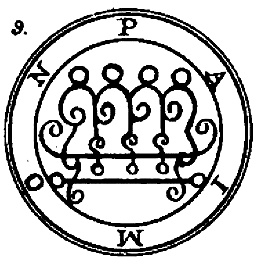
Selo de Paimon, segundo A Chave Menor de Salomão

Lamen é um termo geral para um pingente mágico pendurado no pescoço de modo que paire sobre o peito, à altura do coração. Seus usos variam, mas geralmente é um mandamento de autoridade. O mago usa um lamen que é uma representação simbólica de suas relações com a divindade. Ele utiliza lamens feito dos selos/sigilos dos espíritos que ele deseja comandar. Ele tem sido descrito como "uma espécie de brasão; exprime o caráter e a competência do usuário". Um tipo de lamen é o talismã que funciona como um depósito de algum tipo particular de energia, do tipo que é necessário para realizar a tarefa para a qual a pessoa o construiu.
O pentáculo ou pentagrama, que é muitas vezes confundido com um lamen, é também chamado de "Minutum Mundum", "Universo em Miniatura".
Várias Ordens Mágicas usam ou usaram Lamen, incluindo a Ordo Templi Orientis e a Ordem Hermética da Aurora Dourada. Elas eram usadas para marcar os membros assim como apertos de mão secretos têm sido utilizados ao longo dos tempos.